# 長吻前肛鰻
長吻前肛鰻為輻鰭魚綱鰻鱺目通鰓鰻科前肛鰻屬的其中一種，該物種分布於西北太平洋的台灣海域，棲息深度100-150公尺，體長可達19.6公分，生活在大陸棚。

## 擴展閱讀
維基物種上的相關：長吻前肛鰻